# Marco Coledan
Marco Coledan (né le 22 août 1988 à Motta di Livenza en Vénétie) est un coureur cycliste italien, professionnel de 2012 à 2018.

## Biographie
Satisfait de son comportement, les dirigeants de l'équipe Trek-Segafredo prolonge son contrat au mois de septembre 2016.
En 2018, il rejoint l'équipe Wilier Triestina-Selle Italia. Non-conservé par cette dernière à l'issue de la saison, il met fin à sa carrière.

## Palmarès sur route

### Palmarès par années
- 2007
  - 3e du championnat d'Italie du contre-la-montre espoirs
- 2009
  - 1re étape du Tour du Frioul-Vénétie julienne
- 2010
  - Gran Premio Calvatone
  - Trophée Lampre
  - 2e du Grand Prix De Nardi
  - 2e du Mémorial Guido Zamperioli
- 2012
  - 1reb étape du Tour de Padanie (contre-la-montre par équipes)
- 2015
  - 1re étape du Tour d'Alberta (contre-la-montre par équipes)
- 2018
  - 8e étape du Tour du Maroc

### Résultats sur les grands tours

#### Tour d'Italie
4 participations
- 2012 : 153e
- 2015 : 163e
- 2016 : 129e
- 2018 : 146e

### Classements mondiaux
| Année            | 2009 | 2010 | 2011 | 2012   | 2013 | 2014 | 2015 | 2016   |
| ---------------- | ---- | ---- | ---- | ------ | ---- | ---- | ---- | ------ |
| UCI World Tour   |      |      |      |        |      |      | nc   |        |
| UCI America Tour |      |      | 385e |        |      |      |      |        |
| UCI Asia Tour    |      |      |      |        |      | nc   |      |        |
| UCI Europe Tour  | 622e |      | 917e | 1 077e | 508e | nc   |      | 1 301e |

## Palmarès sur piste

### Championnats du monde
- Copenhague 2010
  - 11e de la poursuite par équipes
  - 14e de la poursuite individuelle
- Minsk 2013
  - 9e de la poursuite par équipes
  - 16e de la poursuite individuelle
- Cali 2014
  - 5e de la poursuite individuelle
  - 6e de l'américaine
  - 11e de la poursuite par équipes
- Saint-Quentin-en-Yvelines 2015
  - 16e de la poursuite individuelle
  - 16e de la poursuite par équipes
- Apeldoorn 2018
  - 17e de la poursuite individuelle[12]

### Coupe du monde
- 2012-2013
  - 3e de la poursuite par équipes à Aguascalientes
- 2013-2014
  - 1er de la poursuite à Manchester

### Six jours
- 2014 : Fiorenzuola d'Arda (avec Alex Buttazzoni)

### Championnats d'Europe
- Pruszkow 2008 (espoirs)
  -  Médaillé de bronze de la poursuite par équipes espoirs
- Montichiari 2013
  -  Médaillé de bronze de la course derrière derny

### Championnats nationaux
- 2006
  -  Champion d'Italie de poursuite juniors
  - 2e du championnat d'Italie de poursuite par équipes juniors
- 2007
  - 2e du championnat d'Italie de poursuite par équipes
  - 3e du championnat d'Italie de poursuite
- 2008
  -  Champion d'Italie de poursuite
  - 3e du championnat d'Italie de poursuite par équipes
- 2009
  -  Champion d'Italie de poursuite
  - 2e du championnat d'Italie de poursuite par équipes
- 2010
  -  Champion d'Italie de poursuite par équipes (avec Alex Buttazzoni, Angelo Ciccone et Alessandro De Marchi)
  - 3e du championnat d'Italie de poursuite
- 2012
  -  Champion d'Italie de poursuite
  -  Champion d'Italie de course aux points
  - 2e du championnat d'Italie de poursuite par équipes
- 2013
  -  Champion d'Italie de poursuite
  -  Champion d'Italie de poursuite par équipes (avec Elia Viviani, Alex Buttazzoni et Paolo Simion)
  -  Champion d'Italie de course derrière derny
  - 2e du championnat d'Italie de vitesse par équipes
  - 2e du championnat d'Italie de l'américaine
  - 3e du championnat d'Italie du kilomètre
  - 3e du championnat d'Italie de course aux points
- 2014
  -  Champion d'Italie de poursuite
  - 2e du championnat d'Italie de l'omnium
  - 3e du championnat d'Italie de course aux points